# T culbuté barré
Le t culbuté barré (ʇ) est une lettre additionnelle de l’alphabet latin utilisé comme symbole phonétique par Archibald Tucker (en) dans la description des langues sotho-tswana. Elle est composée d’un t barré (ŧ) culbuté.

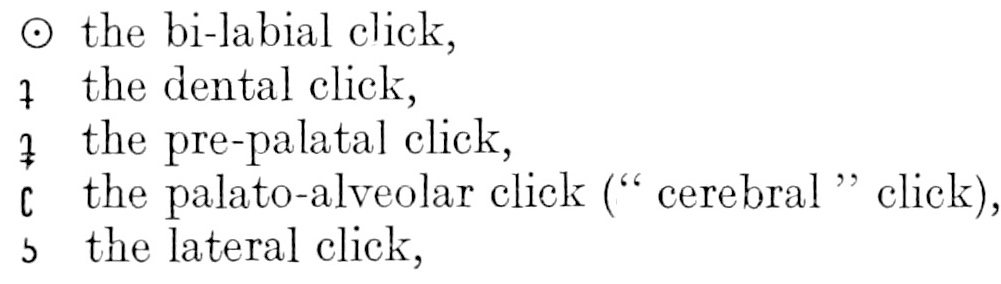
Lettres de clic dans Tucker 1929.

## Représentations informatiques
Le t culbuté barré n’a pas de codage standardisé. Il peut être produit de manière approximative à l’aide de formatage, en barrant le t culbuté ʇ, ʇ, ou en tournant le t barré ŧ, ŧ.